# Kirby Award
Die Kirby Awards waren eine kurzlebige Menge von Auszeichnungen für besondere Leistungen auf dem Gebiet des Comics. Mit vollem Namen hießen sie Jack Kirby Awards, nach dem bahnbrechenden Comiczeichner und Comicautor Jack Kirby. 
Die Kirby Awards wurden gesponsert vom Amazing Heroes Magazin und organisiert von Dave Olbrich. Experten wählten aus den Nominierten die Gewinner. Erstmals wurden die Auszeichnungen 1985 vergeben. 1987 kam es zum Streit zwischen Olbrich und Fantagraphics (die Firma, die Amazing Heroes herausgab), da beide Eigentümerschaft an den Kirby Awards beanspruchten. Schließlich wurde ein Kompromiss erzielt: Ab 1988 wurden die Kirby Awards nicht mehr weitergeführt und stattdessen zwei neue Auszeichnungen eingeführt; Olbrich begann mit der Verleihung des Eisner Awards und Fantagraphics verliehen fortan die Harvey Awards. 
Die jeweiligen Kategorien und Ausgezeichneten der Kirby Awards waren:
Best Single Issue (beste einzelne Ausgabe)
- 1985 Swamp Thing Annual #2, von Alan Moore, Steve Bissette und John Totleben (DC)
- 1986 Daredevil #227, von Frank Miller und David Mazzucchelli (Marvel)
- 1987 The Dark Knight Returns #1, von Frank Miller, Klaus Janson und Lynn Varley (DC)

Best Continuing Series (beste fortlaufende Serie)
- 1985 Swamp Thing, von Alan Moore, Steve Bissette und John Totleben (DC)
- 1986 Swamp Thing, von Alan Moore, Steve Bissette und John Totleben (DC)
- 1987 Swamp Thing, von Alan Moore, Steve Bissette und John Totleben (DC)

Best Black & White Series (beste Serie in Schwarzweiß)
- 1985 Cerebus, von Dave Sim (Aardvark-Vanaheim)
- 1986 Love and Rockets, von Gilbert und Jaime Hernandez (Fantagraphics)
- 1987 Cerebus, von Dave Sim (Aardvark-Vanaheim)

Best Finite Series (beste abgeschlossene Serie)
- 1985 Crisis on Infinite Earths, von Marv Wolfman und George Pérez (DC)
- 1986 Crisis on Infinite Earths, von Marv Wolfman und George Perez (DC)
- 1987 The Watchmen, von Alan Moore und Dave Gibbons (DC)

Best New Series (beste neue Serie)
- 1985 Zot!, von Scott McCloud (Eclipse)
- 1986 Miracleman, von Alan Moore und diversen anderen Künstlern (Eclipse)
- 1987 The Watchmen, von Alan Moore und Dave Gibbons (DC)

Best Graphic Album (bestes Album)
- 1985 Beowulf (First)
- 1986 The Rocketeer, von Dave Stevens (Eclipse)
- 1987 The Dark Knight Returns, von Frank Miller und Klaus Janson (DC)

Best Artist (bester Illustrator)
- 1985 Dave Stevens, für The Rocketeer (Comico)
- 1986 Steve Rude, für Nexus (First)
- 1987 Bill Sienkiewicz, für Elektra: Assassin (Marvel)

Best Writer (bester Autor)
- 1985 Alan Moore, für Swamp Thing (DC)
- 1986 Alan Moore, für Swamp Thing (DC)
- 1987 Alan Moore, für Watchmen (DC)

Best Writer/Artist (single or team) (bester Zeichner und Autor (einzelner oder Team))
- 1986 Frank Miller und David Mazzucchelli, für Daredevil (Marvel)
- 1987 Alan Moore und Dave Gibbons, für Watchmen (DC)

Best Art Team (bestes Illustratorenteam)
- 1985 Steve Bissette und John Totleben, für Swamp Thing (DC)
- 1986 George Perez und Jerry Ordway, für Crisis On Infinite Earths (DC)
- 1987 Frank Miller, Klaus Janson und Lynn Varley, für The Dark Knight Returns (DC)

Best Cover (bestes Titelbild)
- 1985 Swamp Thing #34, von Steve Bissette und John Totleben (DC)

Best Comics Publication (beste Comic-Veröffentlichung)
- 1985 Comics Buyer's Guide (Krause)

Hall of Fame (Ruhmeshalle)
- 1985 Carl Barks
- 1986 Will Eisner
- 1987 Jack Kirby
- 1988 Murphy Anderson